# Чемпіонат Європи з футболу 2008 (статистика)
У цій статті наведена статистика чемпіонату Європи з футболу 2008.

## Бомбардири
| 4 голи - Давид Вілья 3 голи - Лукас Подольскі - Хакан Якін (1 з пен.) - Роман Павлюченко - Семіх Шентюрк 2 голи - Міхаель Баллак - Бастіан Швайнштайгер - Мирослав Клозе - Даніель Гуїса - Фернандо Торрес - Веслі Снейдер - Робін ван Персі - Руд ван Ністельрой - Андрій Аршавін - Златан Ібрагімович - Іван Класнич - Арда Туран - Ніхат Кахведжі | 1 гол - Вацлав Сверкош - Лібор Сьонко - Ян Коллер - Ярослав Плашил - Пепе - Рауль Мейрелеш - Деку - Кріштіану Роналду - Рікарду Кварежма - Нуну Гомеш - Елдер Поштіга - Уґюр Борал - Лука Модрич (1 з пен.) - Дарійо Срна - Івіца Олич - Філіпп Лам - Роджер Геррейро - Івіца Вастіч (1 з пен.) | 1 гол (прод.) - Крістіан Пануччі - Андреа Пірло (1 з пен.) - Даніеле Де Россі - Адріан Муту - Джованні ван Бронкхорст - Дірк Кейт - Ар'єн Роббен - Клас-Ян Гунтелар - Тьєррі Анрі - Сеск Фабрегас - Рубен де ла Ред - Хаві - Давид Сільва - Костянтин Зирянов - Дмитро Торбинський - Петтер Ганссон - Ангелос Харістеас |

## Збірна чемпіонату

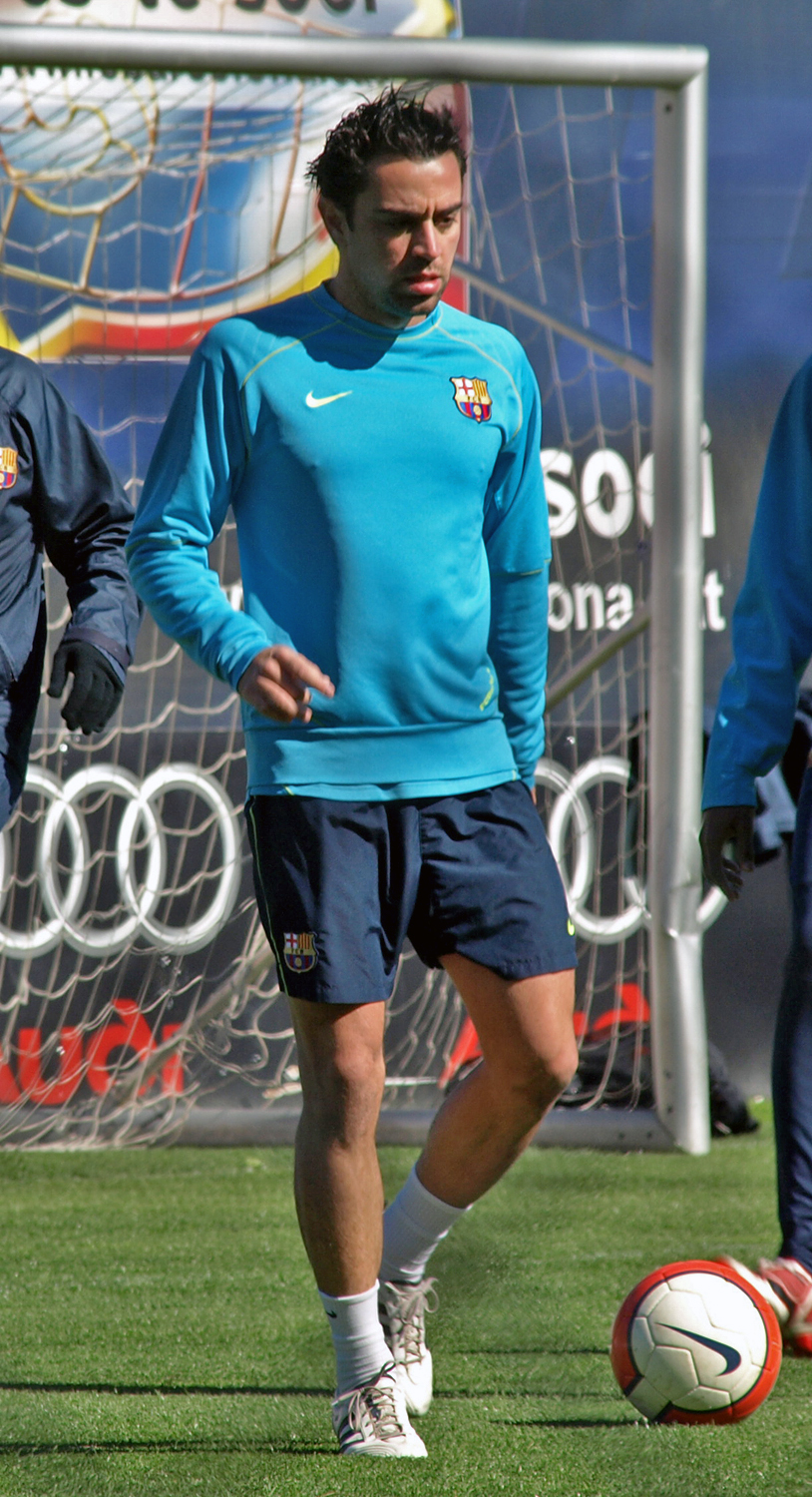
Хаві, гравець чемпіонату

30 червня 2008 року УЄФА оголосила список 23 найкращих гравців чемпіонату Європи. Список було сформовано на основі відгуків дев'яти аналітиків, які спостерігали за діями гравців у кожному матчі чемпіонату. Ця символічна збірна складається виключно з гравців, що вийшли до плей-оф, і не включає жодного гравця зі збірних, що припинили боротьбу на груповому етапі. До цього списку ввійшли дев'ять гравців зі складу чемпіонів Європи збірної Іспанії. Також за висновками експертів та опитуванням вболівальників було обрано найкращого гравця турніру. Ним став півзахисник збірної Іспанії Хаві. Золота бутса, якою нагороджується найкращий бомбардир чемпіонату, була вручена іспанцю Давиду Вільї, який забив чотири голи (три з них — у груповому матчі проти Росії, який завершився з рахунком 4:1 на користь іспанців).
Символічна збірна чемпіонату
| Воротарі          | Захисники      | Півзахисники      | Нападники        |
| Джанлуїджі Буффон | Жозе Босінгва  | Хаміт Алтинтоп    | Андрій Аршавін   |
| Едвін Ван-дер-Сар | Юрій Жирков    | Міхаель Баллак    | Давид Вілья      |
| Ікер Касільяс     | Філіпп Лам     | Костянтин Зирянов | Роман Павлюченко |
|                   | Карлос Марчена | Андрес Іньєста    | Фернандо Торрес  |
|                   | Пепе           | Лука Модрич       |                  |
|                   | Карлес Пуйоль  | Лукас Подольскі   |                  |
|                   |                | Маркос Сенна      |                  |
|                   |                | Веслі Снейдер     |                  |
|                   |                | Сеск Фабрегас     |                  |
|                   |                | Хаві              |                  |

Золота бутса
- Давид Вілья (4 голи)

Найкращий гравець чемпіонату
- Хаві

## Дисципліна
- Загальна кількість жовтих карток: 122 (3.94 за матч)
- Загальна кількість червоних карток: 3 (0.10 за матч)
- Перша жовта картка: Людовік Маньїн (Швейцарія, у грі проти Чехії)
- Перша червона картка: Бастіан Швайнштайгер (Німеччина, у грі проти Хорватії)
- Найбільше жовтих карток: 16 – Туреччина
- Найменше жовтих карток: 3 – Швеція

### Дискваліфікації
Гравець може бути дискваліфікований на одну гру чемпіонату (якщо гра, в якій була отримана дискваліфікація, стала останньою для збірної на цьому турнірі, дискваліфікація розповсюджується на ігри кваліфікації до чемпіонату світу-2010), якщо він отримав червону картку або отримав дві жовті картки. В разі особливо брутальних дій УЄФА може збільшити тривалість дискваліфікації. На цьому чемпіонаті Європи набуло чинності нове правило, згідно з яким жовті картки анулюються не після групового етапу, а після чвертьфіналів, що дозволяє уникнути дискваліфікації у фіналі через дві жовті картки.
Ці гравці були дискваліфіковані на один або більше матчів:
| Гравець              | Порушення                                                       | Дискваліфікація                                     | Примітки                                                                  |
| -------------------- | --------------------------------------------------------------- | --------------------------------------------------- | ------------------------------------------------------------------------- |
| Андрій Аршавін       | у кваліфікації проти Андорри                                    | Матчі групи D проти Іспанії та групи D проти Греції | Отримав червону картку в останньому матчі кваліфікації                    |
| Бастіан Швайнштайгер | у матчі групи B проти Хорватії                                  | Матч групи B проти Австрії                          |                                                                           |
| Зебастьян Предль     | у матчі групи B проти Хорватії у матчі групи B проти Польщі     | Матч групи B проти Німеччини                        |                                                                           |
| Дорін Гоян           | у матчі групи C проти Франції у матчі групи C проти Італії      | Матч групи C проти Нідерландів                      |                                                                           |
| Мехмет Ауреліо       | у матчі групи A проти Швейцарії у матчі групи A проти Чехії     | Чвертьфінал проти Хорватії                          |                                                                           |
| Волкан Демірел       | у матчі групи A проти Чехії                                     | Чвертьфінал проти Хорватії Півфінал проти Німеччини | Дискваліфікований на дві гри за брутальну поведінку                       |
| Ерік Абідаль         | у матчі групи C проти Італії                                    | Кваліфікація на ЧС-2010 проти Австрії               | Відбуватиме дискваліфікацію в матчі кваліфікації до чемпіонату світу-2010 |
| Андреа Пірло         | у матчі групи C проти Румунії у матчі групи C проти Франції     | Чвертьфінал проти Іспанії                           |                                                                           |
| Дженнаро Гаттузо     | у матчі групи C проти Нідерландів у матчі групи C проти Франції | Чвертьфінал проти Іспанії                           |                                                                           |
| Тунджай Шанли        | у матчі групи A проти Швейцарії у чвертьфіналі проти Хорватії   | Півфінал проти Німеччини                            |                                                                           |
| Арда Туран           | у матчі групи A проти Чехії у чвертьфіналі проти Хорватії       | Півфінал проти Німеччини                            |                                                                           |
| Емре Ашик            | у матчі групи A проти Чехії у чвертьфіналі проти Хорватії       | Півфінал проти Німеччини                            |                                                                           |
| Денис Колодін        | у матчі групи D проти Швеції у чвертьфіналі проти Нідерландів   | Півфінал проти Іспанії                              |                                                                           |
| Дмитро Торбинський   | у матчі групи D проти Греції у чвертьфіналі проти Нідерландів   | Півфінал проти Іспанії                              |                                                                           |

## Рекорди і досягнення
- Гольові паси — 3, Сеск Фабрегас ( Іспанія), Хаміт Алтинтоп ( Туреччина)
- Найбільше ударів у бік воріт суперника — 28, Роман Павлюченко ( Росія)
- Найбільше ударів у площину воріт суперника — 12, Давид Вілья ( Іспанія)
- Відбив найбільше ударів — 35, Ігор Акінфєєв ( Росія). Він же лідирує і за пропущеними голами — 8 голів
- Віддав найбільше пасів — 359, Філіпп Лам ( Німеччина)
- Найбільше порушень правил — 22, Міхаель Баллак ( Німеччина)

- Наймолодший футболіст — 19 років, Ерен Дердійок ( Швейцарія, нар. 12 липня 1988)
- Найстарший футболіст — 38 років, Івіца Вастіч ( Австрія, нар. 29 вересня 1969)
- Найвищий футболіст — 202 см, Ян Коллер ( Чехія)
- Найнижчий футболіст — 166 см, Флорентін Петре ( Румунія)

- Найстарша команда — у середньому 29,45 років,  Швеція
- Наймолодша команда — 26,11 років,  Росія

- Найвища команда — у середньому 184,91 см,  Хорватія
- Найнижча команда — 179,61 см,  Іспанія

- Найменше легіонерів — 1,  Росія
- Найбільше легіонерів — 20,  Хорватія,  Чехія

- Найширше представництво серед клубів — 10 гравців, «Панатінаїкос» (Греція), «Ліон» (Франція)
- Найширше представництво серед країн — 62 гравці, клуби Німеччини

Згідно з офіц. вебсторінкою Євро-2008.